# Tiranet cuaesmolat
El tiranet cuaesmolat (Culicivora caudacuta) és un ocell de la família dels tirànids (Tyrannidae) i única espècie del gènere Culicivora.

## Hàbitat i distribució
Garrigues i zones amb herba del nord i est de Bolívia, nord de l'Argentina, Paraguai i sud del Brasil.